# Gare de Laigneville
La gare de Laigneville est une gare ferroviaire française de la ligne de Paris-Nord à Lille, située sur le territoire de la commune de Laigneville, dans le département de l'Oise en région Hauts-de-France.
Elle est mise en servie, en 1892, par la Compagnie des chemins de fer du Nord. C'est une halte ferroviaire de la Société nationale des chemins de fer français (SNCF) desservie par des trains TER Hauts-de-France.

## Situation ferroviaire
Établie à 38 m d'altitude, la gare de Laigneville est située au point kilométrique (PK) 54,147 de la ligne de Paris-Nord à Lille entre les gares de Creil et de Liancourt - Rantigny.

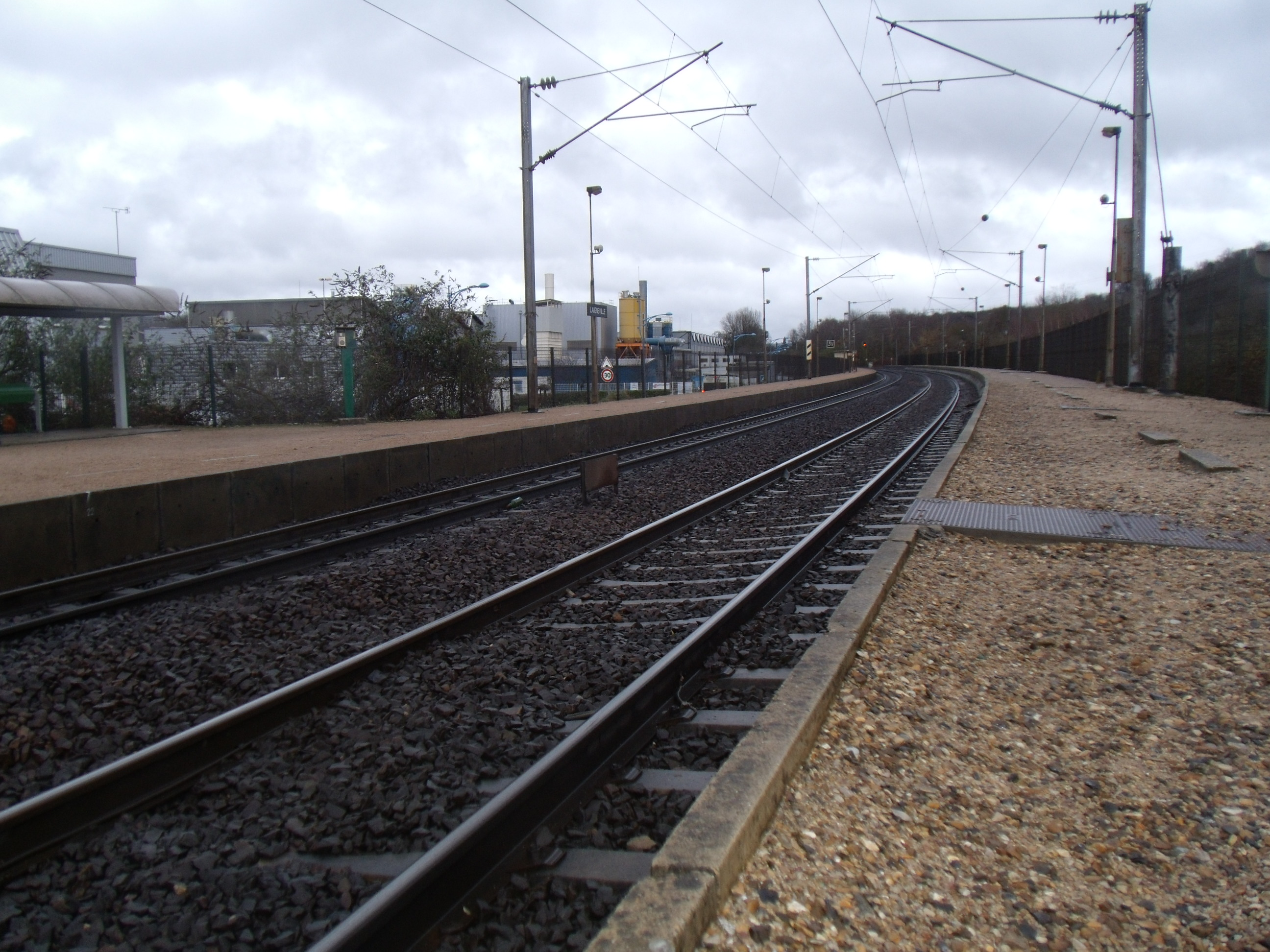
La halte, vue en direction de Creil.

## Histoire
L'inauguration de la halte de Laigneville a lieu le 28 août 1892. Cette création est relatée dans Le Journal des chemins de fer, édition du samedi 12 août 1893, qui reprend les points importants du rapport présenté par le conseil d'administration de la Compagnie des chemins de fer du Nord lors de son assemblée générale du 29 avril 1893.

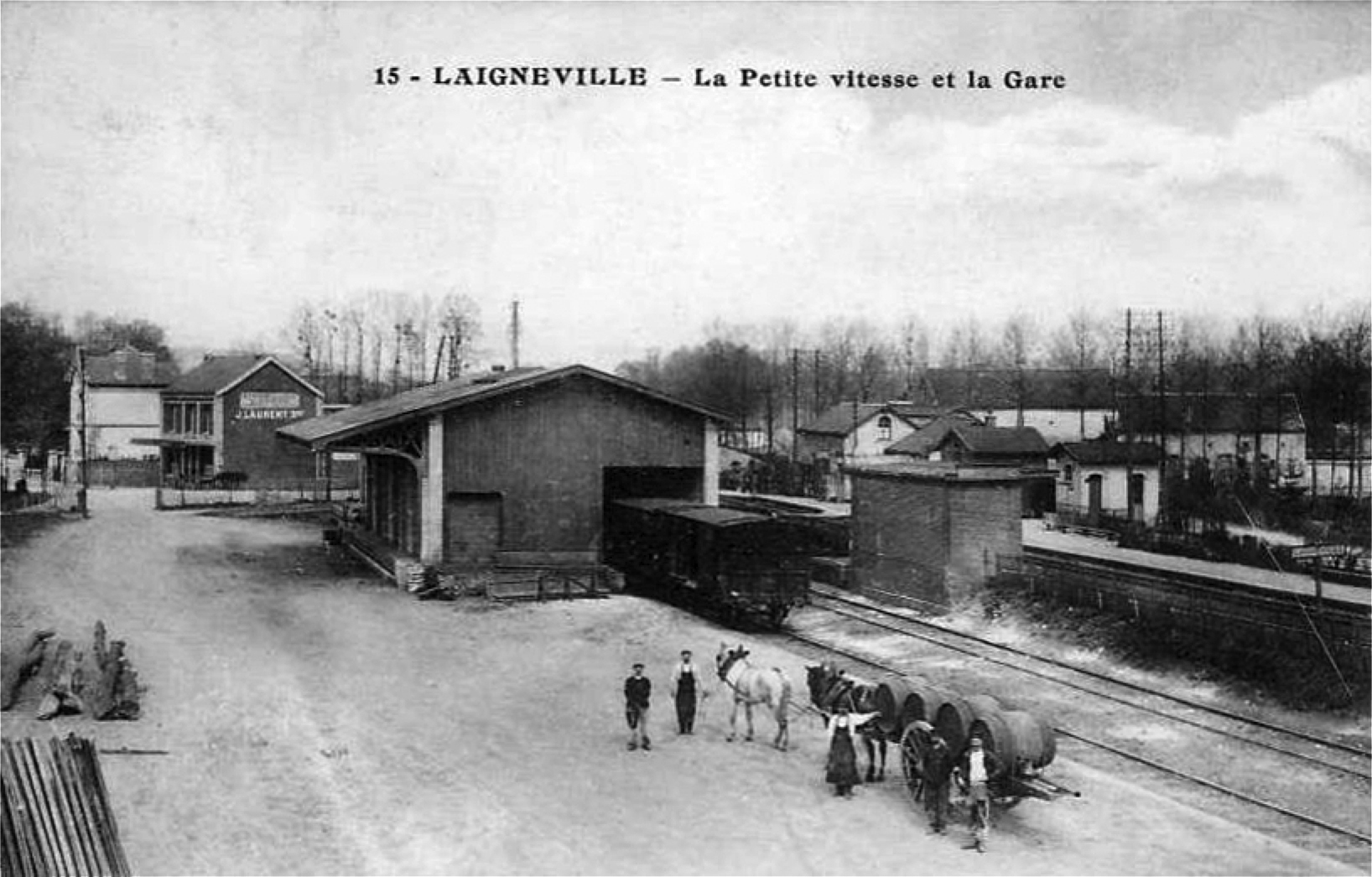
La gare vers 1900.

Un décret du 6 août, publié le 20 août 1904 au Journal officiel, autorise la Compagnie des chemins de fer du Nord à percevoir au profit de la commune une taxe locale pour amortir l'emprunt que Laigneville a contracté pour l'ouverture d'une halte. En 1905 est créée à Laigneville une station à part entière avec des services de Grande et de Petite Vitesse ayant une surtaxe locale temporaire.
Un article du journal Le Petit Parisien, dans son édition du jeudi 15 janvier 1920, relate le pillage de la gare, fait la veille par des bandits armés. Arrivés avec deux camionnettes et un camion, ils tiennent en respect le personnel avec des carabines et chargent les denrées et objets de valeur (vins, rhum, bicyclettes, etc.), avant de disparaître au volant de leurs véhicules.

## Fréquentation
Selon les estimations de la SNCF, la fréquentation annuelle de la gare s'élève aux nombres indiqués dans le tableau ci-dessous.
| Année                      | 2019    | 2018    | 2017    | 2016    | 2015    |
| -------------------------- | ------- | ------- | ------- | ------- | ------- |
| Nombre de voyageurs        | 173 402 | 151 192 | 161 203 | 151 624 | 141 565 |
| Voyageurs et non voyageurs | 216 752 | 188 990 | 201 504 | 189 531 | 176 956 |

## Service des voyageurs

### Accueil
Halte SNCF, c'est un point d'arrêt non géré (PANG) à entrée libre.
À la suite de deux accidents mortels en octobre / novembre 2016, la SNCF a fait part du lancement d’un programme de modernisation concernant la halte en 2017, comprenant la rénovation des quais, la mise en place de composteurs et l’installation de nouveaux abris. Par rapport aux structures minimalistes en place, ces derniers assureront une meilleure protection des voyageurs en attente.

### Desserte
Laigneville est desservie par des trains TER Hauts-de-France qui effectuent des missions entre les gares de Paris-Nord, ou de Creil, et de Saint-Just-en-Chaussée ou d'Amiens. 

### Intermodalité
Des places de parking, non aménagées, sont disponibles à proximité immédiate de la halte SNCF.

## Galerie de photos

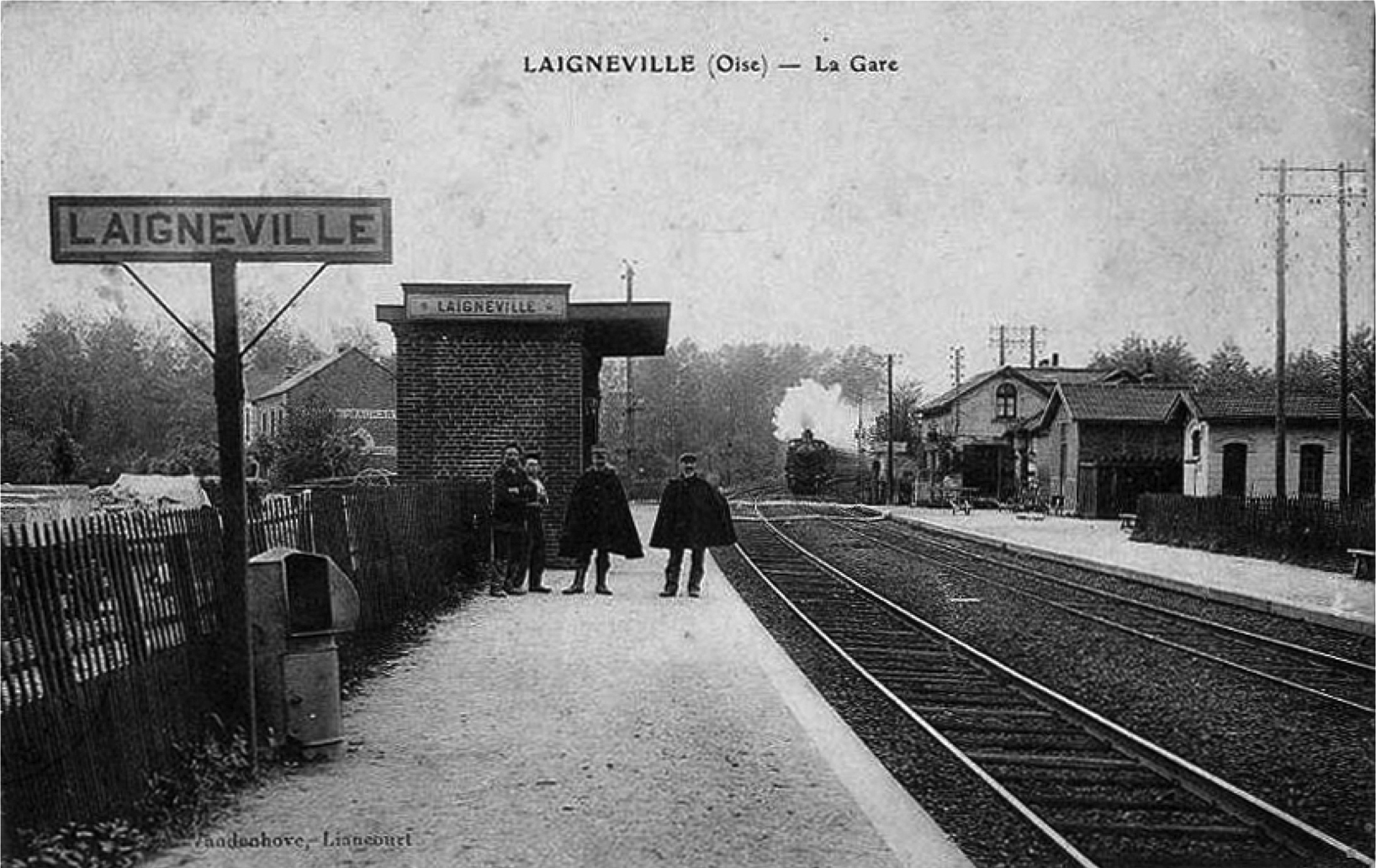
La station au début des années 1900.
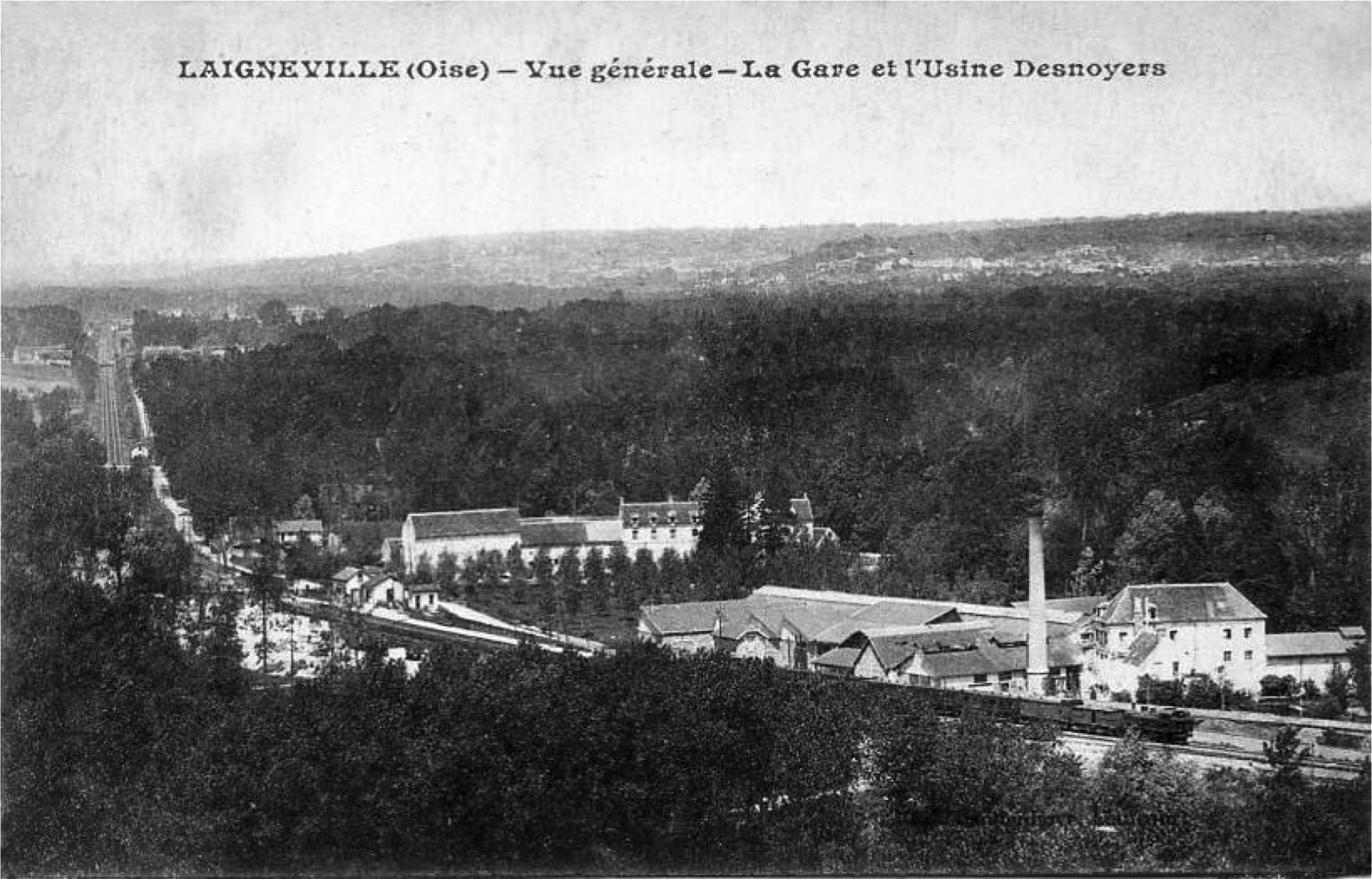
La gare et l'usine Desnoyers vers 1900.
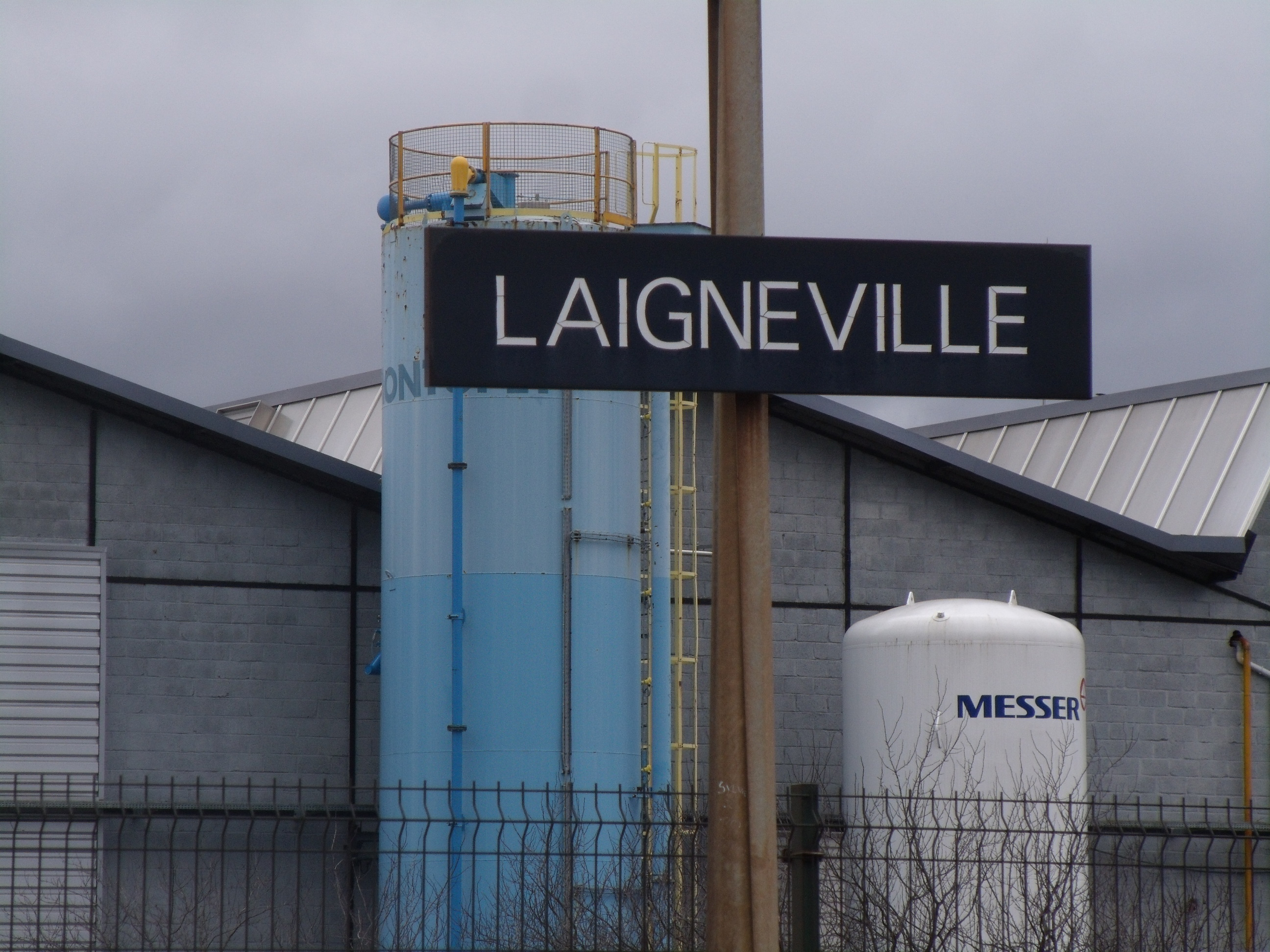
Signalétique de quai en 2012.
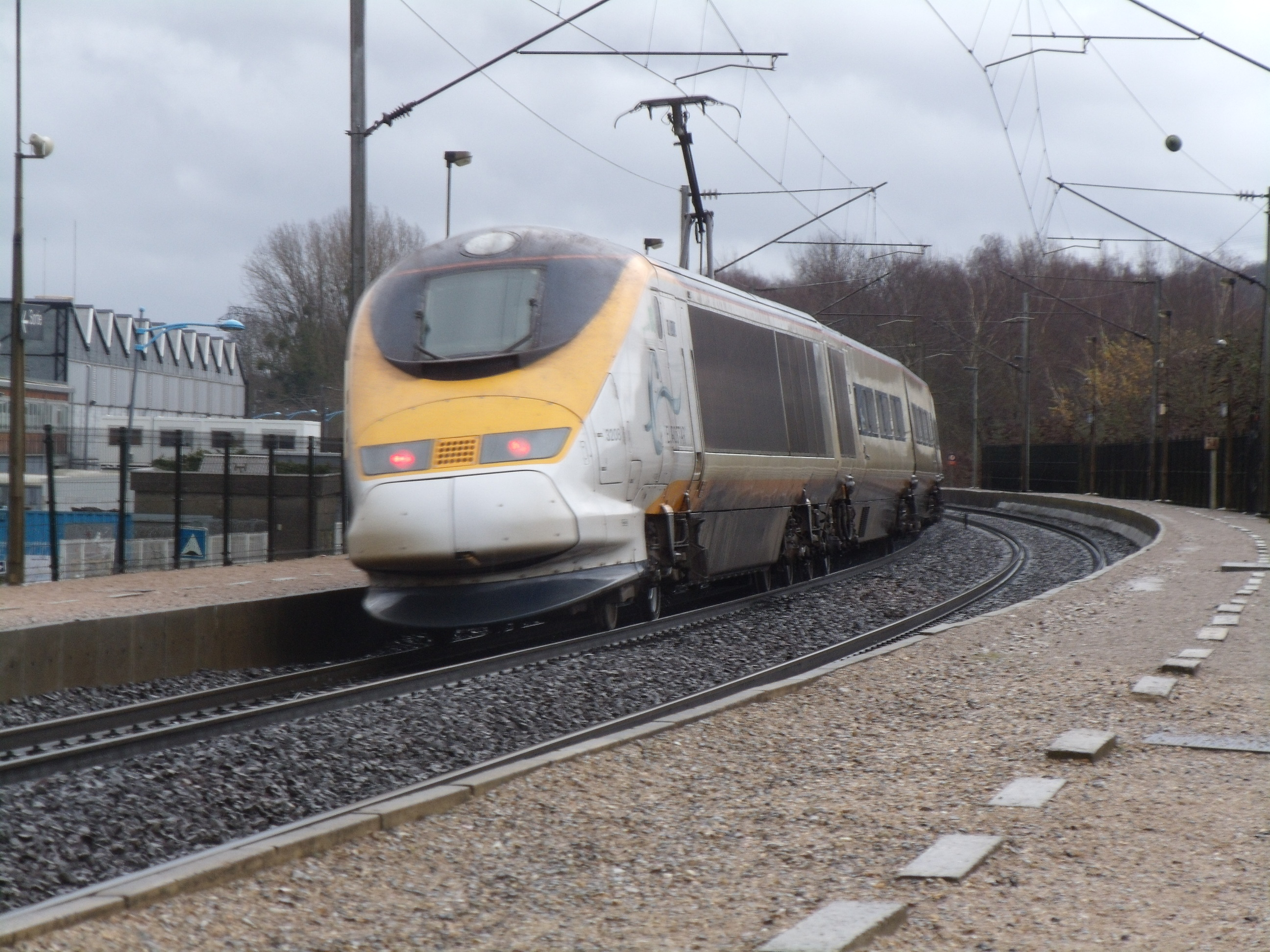
Passage d'un Eurostar sans arrêt (2012).